# Halla-san
Halla-san (alternativt Hallaberget, Hangul 한라산, äldre engelsk benämning Mount Auckland) är en sköldvulkan på den sydkoreanska ön Jeju. Den är 1950 meter över havet, vilket gör den till den högsta punkten i Sydkorea. Den hade sitt senaste utbrott år 1007.

## Geografi
Halla-san är en sköldvulkan, och dess lättflytande magma har byggt upp ett stort bergsmassiv på ön. Området runt berget täcks mest av skogar. Det finns en kratersjö på vulkanen, som brukar kallas Baengnokdam (betyder ungefär vitahjortsjön). Beroende på vilken årstid det är kan den få en omkrets på två kilometer och bli 100 meter djup. Berget började byggas upp under pliocen. Utbrott byggde på det unga berget ännu mer, så att det så småningom började sticka upp ur havet. Vulkanen har en krater som är över 400 meter i diameter. 
Halla-san har blivit mycket viktig för Jeju, då den har kommit att representera hela ön. Det finns ett talesätt bland lokalbefolkningen som lyder Jeju är Hallasan, och Hallasan är Jeju.
Vid gynnsamma förhållanden kan man se berget med blotta ögat från hela ön, även om toppen ofta täcks av dimma. Berget har utsetts till Sydkoreas nationalmonument nummer 182.

## Turism
Halla-san har också blivit ett uppskattat resmål, och området runt berget blev 1970 upptaget i en nationalpark (Halla-san nationalpark). I parken finns det runt 368 olika toppar. Halla-san är hem för ungefär 4000 djurarter, 3300 olika insekter och ungefär 1800 arter av växter. Området har också blivit ett populärt vandringsområde. Det finns fem stycken vandringsträckor på ön, varav den längsta (Gwaneumsa Trail) är nästan 9 mil lång. På ön tar man sig lättast fram till fots eller med helikopter.

## Kultur
På berget finns det också ett buddhisttempel från Goryeodynastyn. Den är det äldsta buddhisttemplet på hela ön, och även den mest besökta. Den förstördes under 1900-talet, men byggdes upp igen senare. Vid templet finns det en minnesplats för offren under Jejumassakern, som ägde rum mellan åren 1948 och 1950. 